# 布卡機場
布卡機場（英語：Buka Airport）是一個位於巴布亞新畿內亞布卡島之民用機場。
機場位於島的最南方，接近布卡海峽及布卡市鎮和戰前唐人街。機場航站樓距離布卡鄉1.5公里。
機場有一個導航援助設施：布卡NDB，位於索哈諾島附近。

## 航空公司及目的地
- 新幾內亞航空 (莫爾斯比港，拉包爾)

## 備註
1. ↑  AYBK機場資訊 由 DAFIF (2006年10月生效)